# Syllable
Syllable  Desktop es un proyecto para producir un sistema operativo liviano, estable y fácil de usar basado en AtheOS. En los últimos tiempos existieron dos familias: Syllable Desktop y Syllable Server.
Syllable Desktop es un sistema operativo libre y abierto, de acuerdo con los términos GNU. Este sistema operativo no usa el núcleo Linux para impulsar un escritorio X, sino otro elemento denominado Appserver,que proporciona una interfaz gráfica liviana y eficiente. Esto permite prescindir totalmente del sistema X-Windows y los toolkit, convirtiendo el desarrollo de software en una tarea sencilla si se dominan lenguajes como C o C++. Syllable Desktop tiene una arquitectura estilo Unix, es absolutamente amigable y no se requieren conocimientos técnicos para usarlo. Este escritorio permite, con escasos 32 MB de Ram y un procesador Pentium 60 MHz, tener coloridos fondos de pantalla, crear carpetas con un clic del ratón, una barra de tareas con aplicaciones fácilmente accesibles y reproducción multimedia básica, al igual que los escritorios para GNU/Linux. Además de la versión completa ofrece una que se puede ejecutar como Live CD, a modo de evaluar la interfaz antes de instalarla
La configuración mínima que se requiere para ejecutar Syllable Desktop es esta, teniendo en cuenta que aún se encuentra en desarrollo alpha:
Procesador Intel Pentium/ 60 MHz
64 Mb de Ram
250Mb de espacio en disco
Tarjeta de video compatible con VESA 2.0

## Syllable Desktop
Syllable Desktop es un sistema para usuarios sin conocimientos de técnica informática. Salvo contadas excepciones, instalar un programa es extraer un paquete .zip y abrir las aplicaciones contenidas dentro, o bien arrastrarlas al escritorio desde un Disco compacto, memoria USB o cualquier otro medio soportado. Para desinstalar las aplicaciones basta con borrarlas. Instalar un hardware sigue un proceso similar: basta con arrastran los controladores a la carpeta /device/drivers y se conecta el dispositivo, de esta manera Syllable Desktop lo reconoce y comienza a operar de manera automática. No se es necesario reinciar el sistema ni modificar el kernel. La primera versión fue la 0.4 de julio de 2002 (la numeración se debe a que la última versión de AtheOS fue la 0.3.7 en octubre de 2001). La última versión oficial es la 0.6.7 de abril de 2012 y la anterior la 0.6.6 de 15 de mayo de 2009, entre ambas hubo un "development build" de enero de 2010 . 

### Historial de versiones
| Versión      | Fecha              |
| ------------ | ------------------ |
| 0.6.7        | abril de 2012      |
| 0.6.6        | mayo de 2009       |
| 0.6.5        | enero de 2008      |
| 0.6.4        | julio de 2007      |
| 0.6.3        | marzo de 2007      |
| 0.6.2        | noviembre de 2006  |
| 0.6.1        | mayo de 2006       |
| 0.6.0a 0.6.0 | diciembre de 2005  |
| 0.5.7        | agosto de 2005     |
| 0.5.6a       | junio de 2005      |
| 0.5.6        | abril de 2005      |
| 0.5.5        | diciembre de 2004  |
| 0.5.4        | septiembre de 2004 |
| 0.5.3        | mayo de 2004       |
| 0.5.2        | enero de 2004      |
| 0.5.1        | noviembre de 2003  |
| 0.5.0        | octubre de 2003    |
| 0.4.5        | agosto de 2003     |
| 0.4.4        | junio de 2003      |
| 0.4.3        | febrero de 2003    |
| 0.4.2        | octubre de 2002    |
| 0.4.1        | agosto de 2002     |
| 0.4.0        | julio de 2002      |

## Syllable Server
Syllable Server fue un sistema GNU/Linux, al contrario que Syllable Desktop. Su propósito es el de actuar como un sistema operativo para servidores, manteniendo las ventajas del kernel finlandés. Según sus desarrolladores su manejo es más sencillo incluso por la línea de comandos, haciéndolo mucho más amigable que otras distribuciones. También reemplaza el sistema de ventanas X por el mismo sistema gráfico sencillo y práctico de Syllable Desktop. No obstante, las aplicaciones de escritorio serán compatibles solo a nivel de fuente.
La última versión de Syllable Server es la 0.4 de junio de 2010, precedida por la 0.3 del 12 de septiembre de 2008. El desarrollo de este sistema operativo fue detenido en algún momento después del año 2011.

### Historial de versiones
| Versión | Fecha              |
| ------- | ------------------ |
| 0.4     | junio de 2010      |
| 0.3     | septiembre de 2008 |
| 0.2     | diciembre de 2007  |
| 0.1     | octubre de 2007    |